# Нір Янів
Нір Янів (івр. ניר יניב) — Ізраїльський музикант, письменник-фантаст та редактор. У 2000 році заснував Електронний журнал Israeli Society for Science Fiction and Fantasy, та був його редактором 7 років. У 2007 році працює шеф-редактором в журналі Chalomot Be'aspamia, професійному ізраїльському журналі, присвяченому науковій фантастиці та фентезі.

## Книги
- Ktov Ke'shed Mi'shachat (Одне пекло письменника). Ізраїль: Odyssey Press, 2006. Збірка творів короткої форми.
- Retzach Bidyoni (Вигадане вбивство). Ізраїль: Odyssey Press, 2009. Короткий роман в авторстві з Леві Тідгаром.
- Досьє в Тель-Авіві (The Tel Aviv Dossier). Канада: ChiZine Publications, 2009. Короткий роман в авторстві з Леві Тідгаром.
- Машина кохання та інша боротьба (The Love Machine & Other Contraptions). Велика Британія: Infinity Plus Books, 2012. Збірка творів короткої форми.

## Музика
- The Universe in a Pita: єврейський науково-фантастичний рок-альбом.
- Funkapella: Концепт-альбом, що використовує тільки вокал і барабани.
- Happiness is Real: живий танець та музичний спектакль з хореографом та танцівником Іланітом Тадмором.